# Titularbistum Rubicon
Rubicon ist ein  Titularbistum der römisch-katholischen Kirche.
Es geht zurück auf einen untergegangenen Bischofssitz in Spanien, der als Suffraganbistum der Kirchenprovinz des Erzbistums Sevilla zugeordnet war. Seit 1969 wird Rubicon als Titularbistum geführt.
| Titularbischöfe von Rubicon |                                             |                                              |                    |                    |
| Nr.                         | Name                                        | Amt                                          | von                | bis                |
| 1                           | Jaime Flores Martin                         | emeritierter Bischof von Barbastro (Spanien) | 30. April 1970     | 11. Dezember 1970  |
| 2                           | Oskar Saier                                 | Weihbischof in Freiburg (Deutschland)        | 7. April 1972      | 15. März 1978      |
| 3                           | José Sánchez González                       | Weihbischof in Oviedo (Spanien)              | 15. Januar 1980    | 11. September 1991 |
| 4                           | Stanisław Gądecki                           | Weihbischof in Gnesen (Polen)                | 1. Februar 1992    | 28. März 2002      |
| 5                           | Joaquín Carmelo Borobia Isasa               | Weihbischof in Toledo (Spanien)              | 21. Oktober 2004   | 23. April 2022     |
| 6                           | Tomasz Grysa Titularerzbischof pro hac vice | Apostolischer Nuntius                        | 27. September 2022 |                    |